# 阿拉伯 (阿拉巴马州)
阿拉伯（英語：Arab），是美国阿拉巴马州下属的一座城市。面积约为12.98平方英里（约合33.62平方公里）。根据2010年美国人口普查，该市有人口8,050人，人口密度为620.09/平方英里（约合239.44/平方公里）。